# Lettres philosophiques
Les Lettres philosophiques, ou Lettres anglaises, sont une œuvre de Voltaire publiée tout d'abord, en avril 1733, dans une traduction anglaise de Lockman, sous le titre Letters Concerning the English Nation, puis en français sous le titre Lettres écrites de Londres sur les anglois et autres sujets en 1734.
Elles se composent de vingt-cinq lettres qui abordent des sujets assez variés : la religion, les sciences, les arts, la politique ou la philosophie (de Pascal notamment).
Il apparaît que ces lettres ne sont pas des lettres personnelles qui auraient été envoyées à certaines personnes en particulier, mais que ce sont des lettres ouvertes, destinées à être lues par un plus grand nombre grâce à leur parution sous forme d’un livre.
Voltaire fait certains emprunts aux Lettres sur les Anglais et les Français de Muralt écrites en 1725, mais le contenu est autrement pertinent et fait beaucoup de bruit. Avant la publication, Voltaire cherche l'appui de l’abbé Rothelin, protégé du cardinal de Polignac et membre de l’Académie française. Bien que n’étant pas censeur royal officiel, l’approbation de ce dernier équivaudrait à une sanction tacite à l’ouvrage. Il répond à Voltaire que l’autorisation royale est peu probable, à moins qu’il n’atténue certains passages en échange de l’obtention d’une permission tacite, et finit par lui promettre de donner son approbation « à toutes les lettres, excepté seulement celle sur M. Locke. » Le 10 juin, le Parlement de Paris condamne le livre à être lacéré et brulé, ce qui lui confère inévitablement un succès d'édition. 20 000 exemplaires seront vendus entre 1734 et 1739. 
À la suite de cette interdiction, le texte est réédité en 1780 sous une forme remaniée, au sein des Œuvres complètes de Voltaire par la Société littéraire typographique de Kehl. 

## La religion
Voltaire aborde tout d’abord le thème de la religion dans les lettres I à VII.
Il passe en revue quelques-unes des religions qui l’entourent : les quakers (lettres I à IV), les anglicans (V), les presbytériens (VI), et enfin les sociniens (VII).
Dans les quatre premières lettres, Voltaire décrit les Quakers, leurs coutumes, leurs croyances et leurs histoires. Il apprécie la simplicité de leurs rites : pas de baptême (« nous ne pensons pas que le christianisme consiste à jeter de l’eau froide sur la tête » (I)), ni de communion (« point d’autre que celle des cœurs » (I)), ni encore de prêtres (« Vous n’avez donc point de prêtres lui dis-je ? - Non, (…) et nous nous en portons très bien » (II)). Il évoque notamment les figures historiques de George Fox et William Penn.
La lettre V est consacrée à la religion anglicane, qu’il compare favorablement à la catholique (« À l'égard des mœurs, le clergé anglican est plus réglé que celui de France »), mais qu’il critique tout de même (« Le clergé anglican a retenu beaucoup des cérémonies catholiques, et surtout celle de recevoir les dîmes avec une attention très scrupuleuse. Ils ont aussi la pieuse ambition d’être les maîtres »).
Sa lettre VI permet à Voltaire d’attaquer les presbytériens, selon lui intolérants (« un presbytérien d’Écosse (…) donne le nom de la prostituée de Babylone à toutes les églises où quelques ecclésiastiques sont assez heureux pour avoir cinquante mille livres de rente »), mais aussi trop stricts (« il est défendu ce jour-là de travailler et de se divertir, ce qui est le double de la sévérité des églises catholiques ; point d’opéra, point de comédies, point de concerts à Londres le dimanche ; les cartes même y sont si expressément défendues »).
Enfin, dans sa lettre VII "sur les Sociniens, ou Ariens, ou Antitrinitaires", il ne se prononce que peu sur l'unitarisme, pourtant proche de son idéal déiste. Il affirme qu'Isaac Newton et Samuel Clarke partageaient cette opinion, puis discute brièvement ces mouvements religieux tout en reconnaissant que sa société contemporaine n'est pas prête à renoncer à sa tradition pour s'adapter aux nouvelles philosophies : « Si le cardinal de Retz reparaissait aujourd'hui, il n'ameuterait pas dix femmes dans Paris ».

## Les sciences
La lettre XI traite de médecine, et plus précisément de la variolisation, dont Voltaire décrit et défend le procédé après en avoir fait l'histoire.
Voltaire dévoile dans les lettres XIV à XVII son opinion sur Descartes et Newton, qu'il considère plus que tout. En effet, dans la lettre XV Voltaire stipule : « Je vais vous dire [***] le peu que j'ai pu attraper de toutes ces sublimes idées », en parlant de la gravitation de Newton. Sont notamment discutées les découvertes du savant anglais sur la gravitation, l'optique, le calcul infinitésimal et la chronologie.
À propos de l'histoire du calcul infinitésimal, Voltaire évoque également les mathématiciens Wallis, Brouncker, Nicolaus Mercator, Leibniz et Jacques Bernoulli.

## Les arts
Il compare les arts en France et en Angleterre. Il dit qu'en Angleterre on donne aux artistes les moyens de créer et de s'épanouir dans l'art sans se soucier de quoi que ce soit. En revanche, en France il explique que malgré de nombreuses académies et organisations, les artistes sont pauvres et ne sont pas reconnus à leur juste valeur.

## La politique
Ensuite, dans les lettres VIII et IX, Voltaire évoque le sujet de la politique.
Dans la lettre VIII : "Sur le Parlement". Voltaire évoque les grandes puissances en avance sur leur temps, Rome étant une référence pour l'organisation, Athènes pour la démocratie. L'impression de stabilité est associée à Rome. L'humanité des anglais est évoquée (ils font la guerre pour la paix). En France, le combat contre le pouvoir n'a fait qu'aggraver la situation, il y a eu des guerres civiles, et les membres du clergé ont tué le roi. Cette France s'oppose à l'Angleterre où malgré un long combat, il n'y a pas eu de prise de pouvoir despotique.
Lettre IX : "Sur le Gouvernement". La politique anglaise est mise en valeur, car elle correspond aux idées des Lumières. En France se pose le problème de la taxe, résolu en Angleterre, où les impôts sont fonction du salaire et non du rang social occupé. Voltaire fait aussi une critique des doléances.
Dans la lettre X, intitulée « Sur le Commerce », Voltaire fait l’éloge du commerce anglais, de ses bienfaits et de ce qu’il a apporté à la nation anglaise. Selon lui, le commerce a contribué à la liberté du peuple anglais, et cette liberté a elle-même contribué à l’essor du commerce. C’est également le commerce qui a donné à l’Angleterre sa très grande richesse, et sa très grande puissance navale (« C’est le Commerce qui a établi peu à peu les forces navales par qui les Anglais sont les maîtres des mers »), malgré son apparence plutôt pauvre (« qui n’a de soi-même qu’un peu de plomb, de l’étain, de la terre à foulon et de la laine grossière »). Mais dans cette lettre, Voltaire en profite aussi pour faire la satire des nobles allemands et français, qui manquent d’intérêts pour ce type d’entreprise. Pour Voltaire, la noblesse n’a pas forcément un grand rôle à jouer, contrairement aux négociants qui « contribuent au bonheur du monde ».

## La littérature et la philosophie

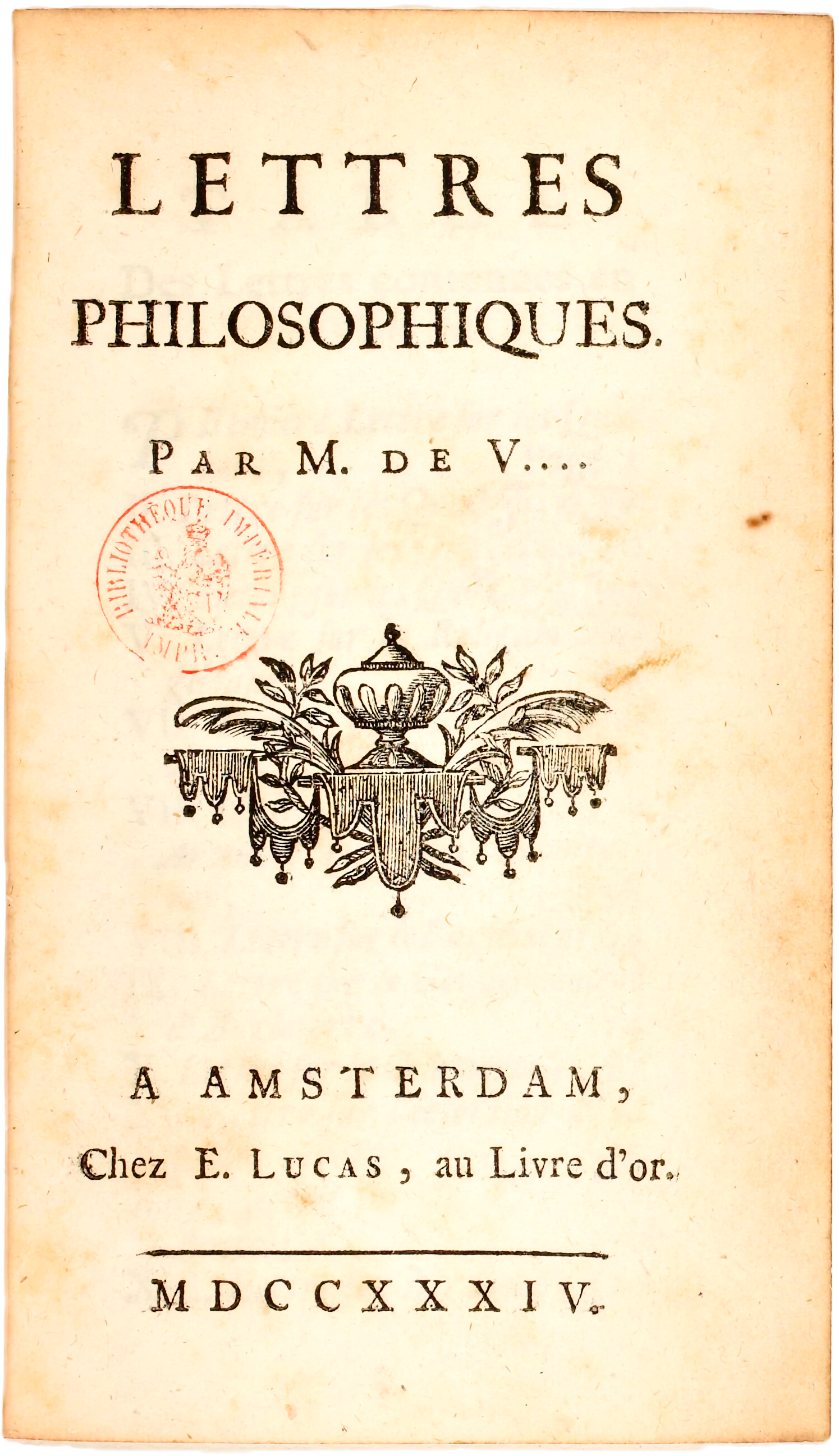
Réédition sous le titre de Lettres philosophiques.

Les lettres XII et XIII traitent respectivement des philosophes Bacon et Locke, que l'auteur admire, et plus particulièrement de leurs œuvres respectives : le Novum organum et l'Essai sur l'entendement humain. La métaphysique de Locke a représenté un fort point de contention. L’idée que la seule matière pouvait suffire à expliquer la pensée a été jugée particulièrement choquante. Telle est la raison pour laquelle Rothelin, qui avait saisi la dangerosité de la lettre sur Locke, avait fait de sa suppression une condition sine qua non en échange de l’obtention d’une permission tacite. 
Les lettres XVIII à XXIV discutent de la littérature anglaise et de la place des hommes de lettres dans la société anglaise. Voltaire y débat sur la valeur de Shakespeare, Otway, Dryden, Addison (tragédie), Wycherley, Vanbrugh, Congreve (comédie), Waller, Rochester, Prior, Swift, Pope, du poème anonyme Hudibras (poésie) et d'autres écrivains associés à la littérature de la Restauration anglaise.
La lettre XXIV discute des mérites de plusieurs sociétés savantes : l'anglaise Royal Society, et les françaises Académie des sciences, Académie française et Académie des inscriptions et belles-lettres.
Dans la lettre XXV, la dernière, Voltaire critique certaines idées de Pascal en prenant des citations de ses Pensées et en donnant à la suite son propre point de vue sur le même sujet. La différence majeure entre ces deux philosophes est leur conception de l’homme : Pascal insiste sur l’aspect misérable et malheureux de l’homme qui comble son vide intérieur par le divertissement, tandis que Voltaire affiche en véritable philosophe des Lumières une foi optimiste en l’homme.